# طوطیا
طوطیا فیلمی به کارگردانی ایرج قادری، نویسندگی علیرضا داوودنژاد و تهیه‌کنندگی مرتضی شایسته محصول سال ۱۳۷۷ است.
این فیلم در تاریخ ۲۹ اسفند ۱۳۷۸ در سینماهای ایران اکران شده است.

## خلاصه فیلم
جلسهٔ خانم‌ها در تعاونی مستقل بانوان تشکیل شده و شقایق مدیرعامل این تعاونی برای ساخت یک مجتمع پزشکی تخصصی کودکان احتیاج به پول بیشتری پیدا می‌کند. همسر شقایق، سیاوش، امتحان دورۀ تخصصی دکترا را در پیش دارد، ولی شقایق کارهای خانه را بر عهدۀ او می‌گذارد. سیاوش اعتراض می‌کند، اما شقایق فکر می‌کند که سیاوش نمی‌خواهد او در کار بیرون رشد کند. اختلاف بالا می‌گیرد و شقایق با قهر به خانهٔ پدر می‌رود.

## بازیگران
- فریبرز عرب‌نیا در نقش سیاوش
- شقایق فراهانی در نقش شقایق
- افسانه بایگان در نقش مریم
- علی سرتیپی در نقش اسد
- بهزاد فراهانی در نقش پدر شقایق
- آیدا مطلبی در نقش طوطیا
- آرمین وارث‌زاده در نقش خبرنگار
- نوشین فرجی در نقش بازرس هیئت مدیره
- فاطمه طاهری در نقش خاله جواهر
- بیتا فرنگی در نقش عضو هیئت مدیره
- افسانه ناصری در نقش عضو هیئت مدیره
- مرتضی نیکخواه در نقش وکیل دعاوی

## جشنواره‌ها
- تقدیر برای بهترین نقش دوم زن (آیدا مطلبی) در هفدهمین دوره جشنواره فیلم فجر - ۱۳۷۷